# Kralje
Kralje (en serbe cyrillique : Краље) est un village du nord-est du Monténégro, dans la municipalité d'Andrijevica.

## Démographie

### Évolution historique de la population
| 1948 | 1953 | 1961 | 1971 | 1981 | 1991 | 2003 |
| ---- | ---- | ---- | ---- | ---- | ---- | ---- |
| 426  | 384  | 351  | 298  | 269  | 279  | 228  |